# John Newman (zpěvák)
John Newman (* 16. června 1990 Settle) je anglický zpěvák, skladatel, hudebník, DJ, hudební skladatel a hudební producent. Proslavil se především svým singlem „Love Me Again“, který se stal v červenci 2013 jedničkou britské hitparády.

## Život
Narodil se 16. června 1990 v Settle v Yorkshire Dales. Vyrůstal v obci Settle v Yorkshiru, kde také navštěvoval střední školu Settle College.
Ve čtrnácti letech začal hrát na kytaru a psát vlastní texty písní. Později začal tvořit vlastní nahrávky houseových skladeb. Ve dvaceti letech odešel do Londýna, kde založil hudební skupinu, začal vystupovat a také podepsal smlouvu s vydavatelstvím Island Records.
V květnu 2012 se podílel na singlu skupiny Rudimental „Feel the Love“, které vyšlo v roce 2012. V listopadu téhož roku spolupracoval i na dalším singlu skupiny – „Not Giving In“, který se v britské hitparádě umístil na 14. místě.
V červnu 2013 vydal svůj debutový singl „Love Me Again“ jako hlavní song svého debutového alba.

## Diskografie
Alba
- Tribute (2013)
- Revolve (2015)